# 阿育王寺
阿育王寺（アショーカおうじ）は、中華人民共和国浙江省寧波市鄞州区太白山の麓にある、禅宗寺院である。五山に数えられる阿育王山広利寺として知られる。もとから、「六殊勝八吉祥の地」の評判がある。この寺は、西晋の太康3年（282年）に建立された。この寺は、中国国内で唯一インドの「アショーカ」の名前が残っている古寺である。
2006年には、全国重点文物保護単位に指定された。
阿育王寺の舎利殿には、「釋迦牟尼真身の舎利」が納められている。
阿育王寺は、中国仏教史、中国仏教交流史、日中文化交流史上、重要な役割を果たしている。唐の天宝3載（744年、日本の天平16年）、鑑真が日本に渡るときに、この寺で休息したという。また、鎌倉時代の僧侶の重源がこの寺を訪れ、帰国後に舎利殿の再建のために日本の周防国の木材を送った事が知られている。
明の文人の張岱は、阿育王寺に関する一編の文章を記している。そこには、舎利塔について、次のようにある。
人の因縁に随って、諸々の色相を現す。もし、塔の中の舎利を見ることができなかったならば、その年の内にその人は必ず死ぬであろう。

## ギャラリー

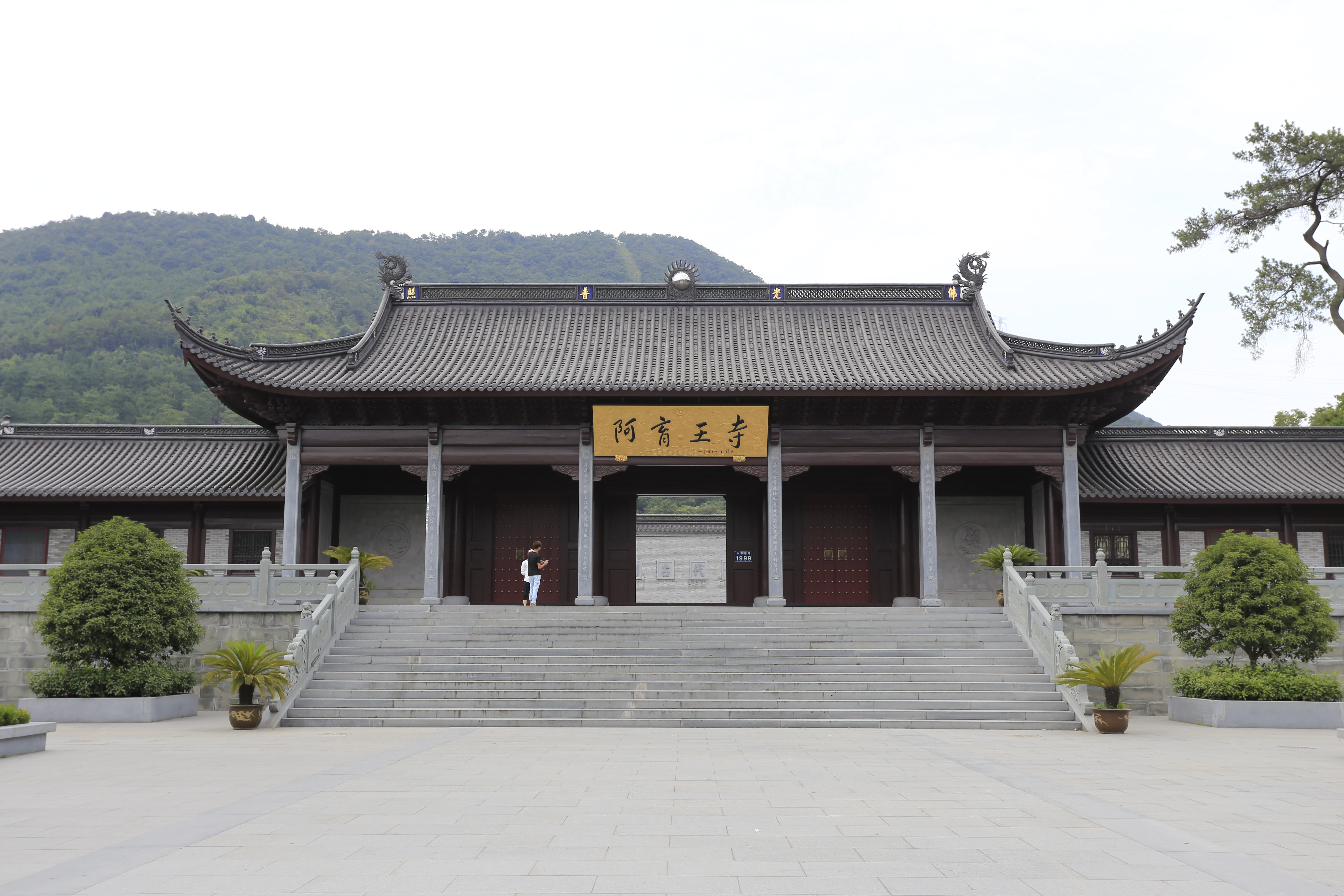
山門
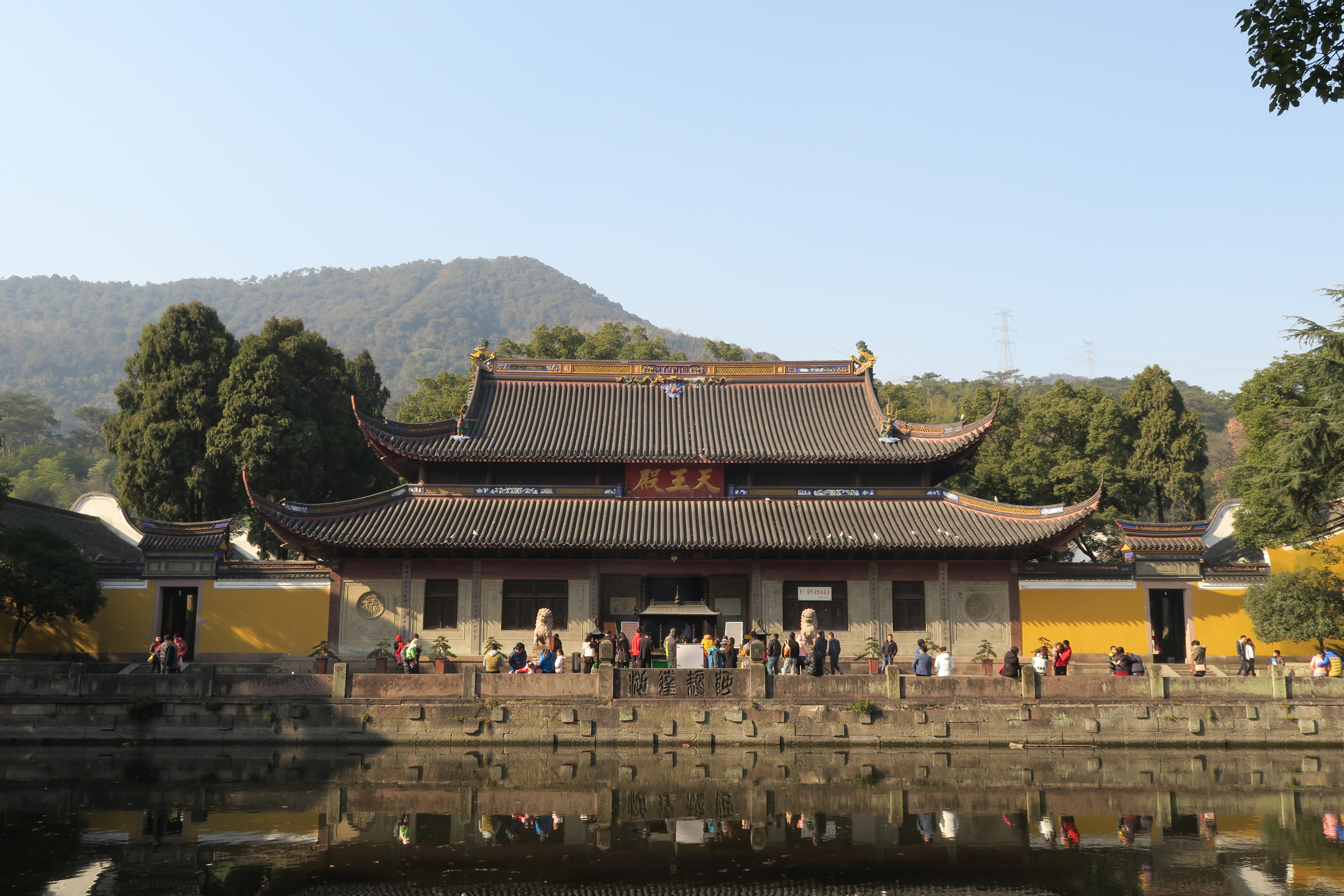
放生池と天王殿
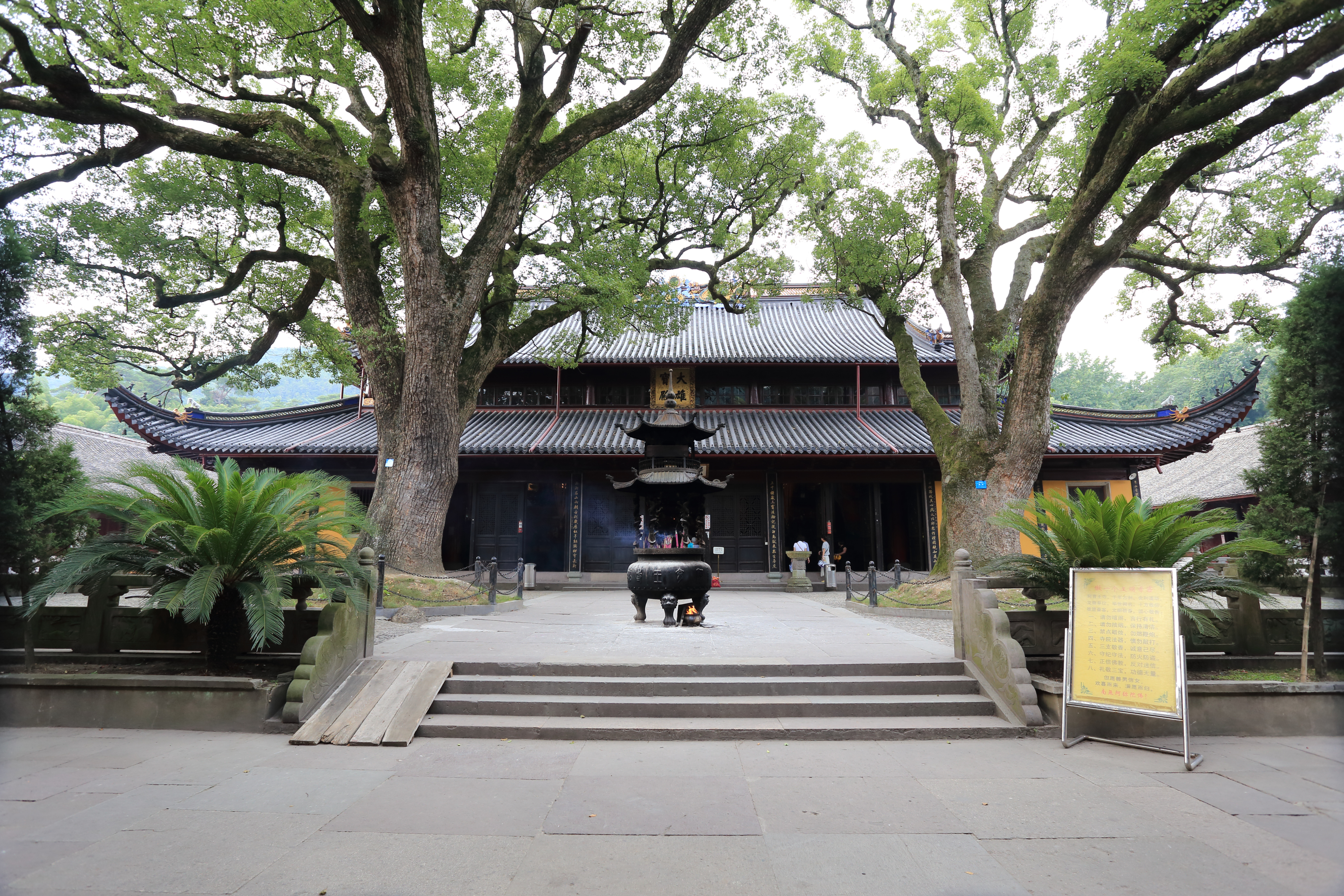
大雄宝殿
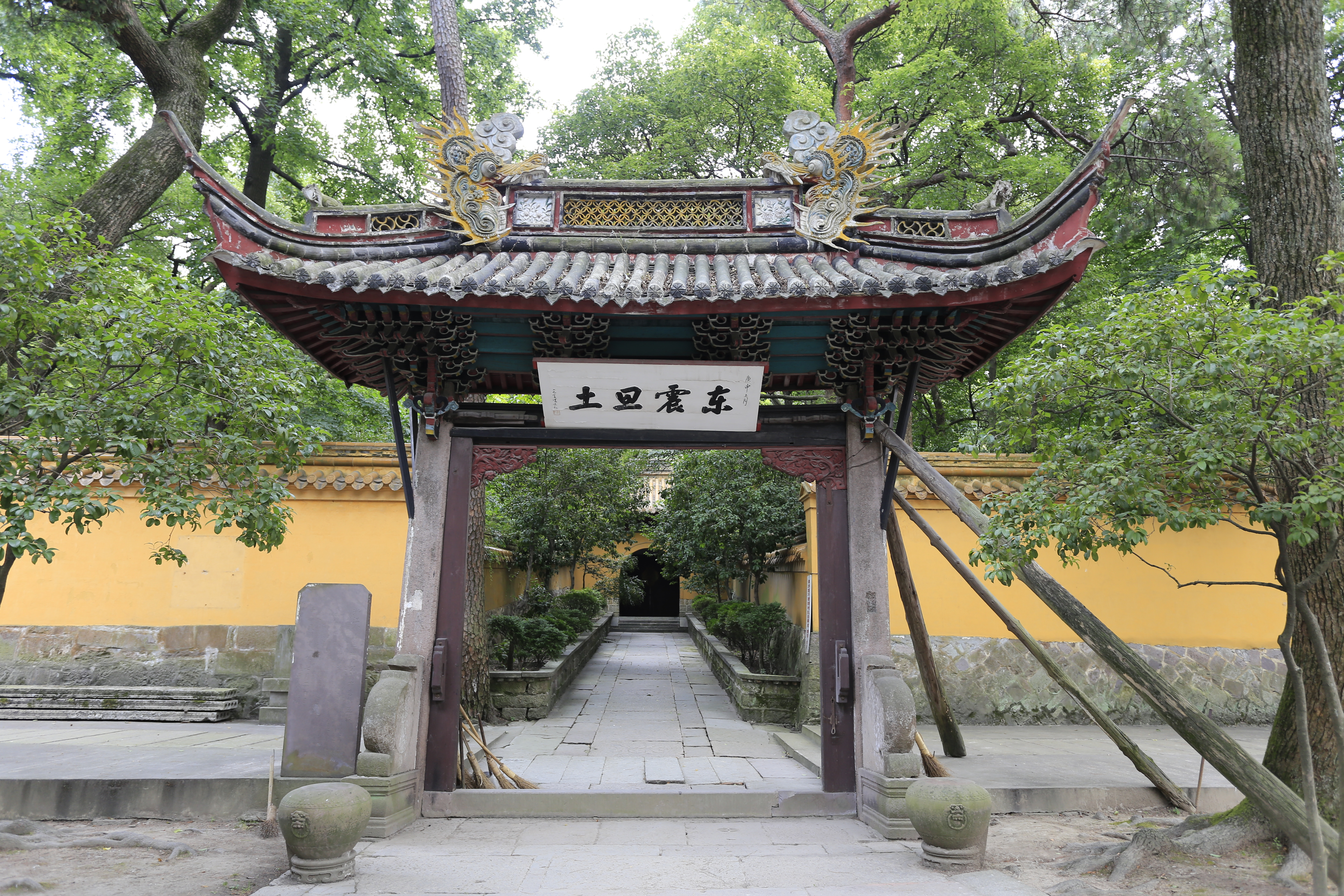
一柱門
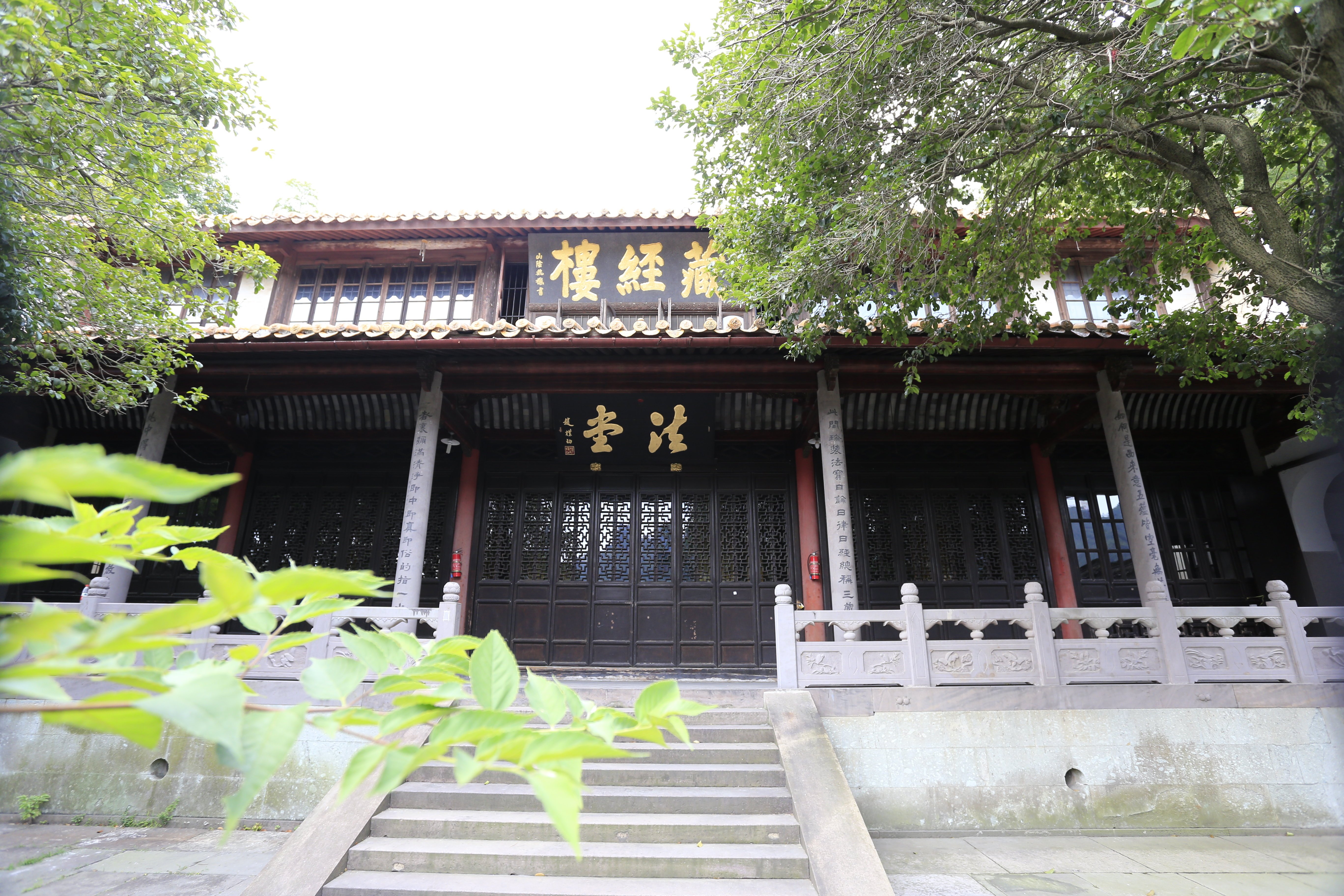
蔵経楼
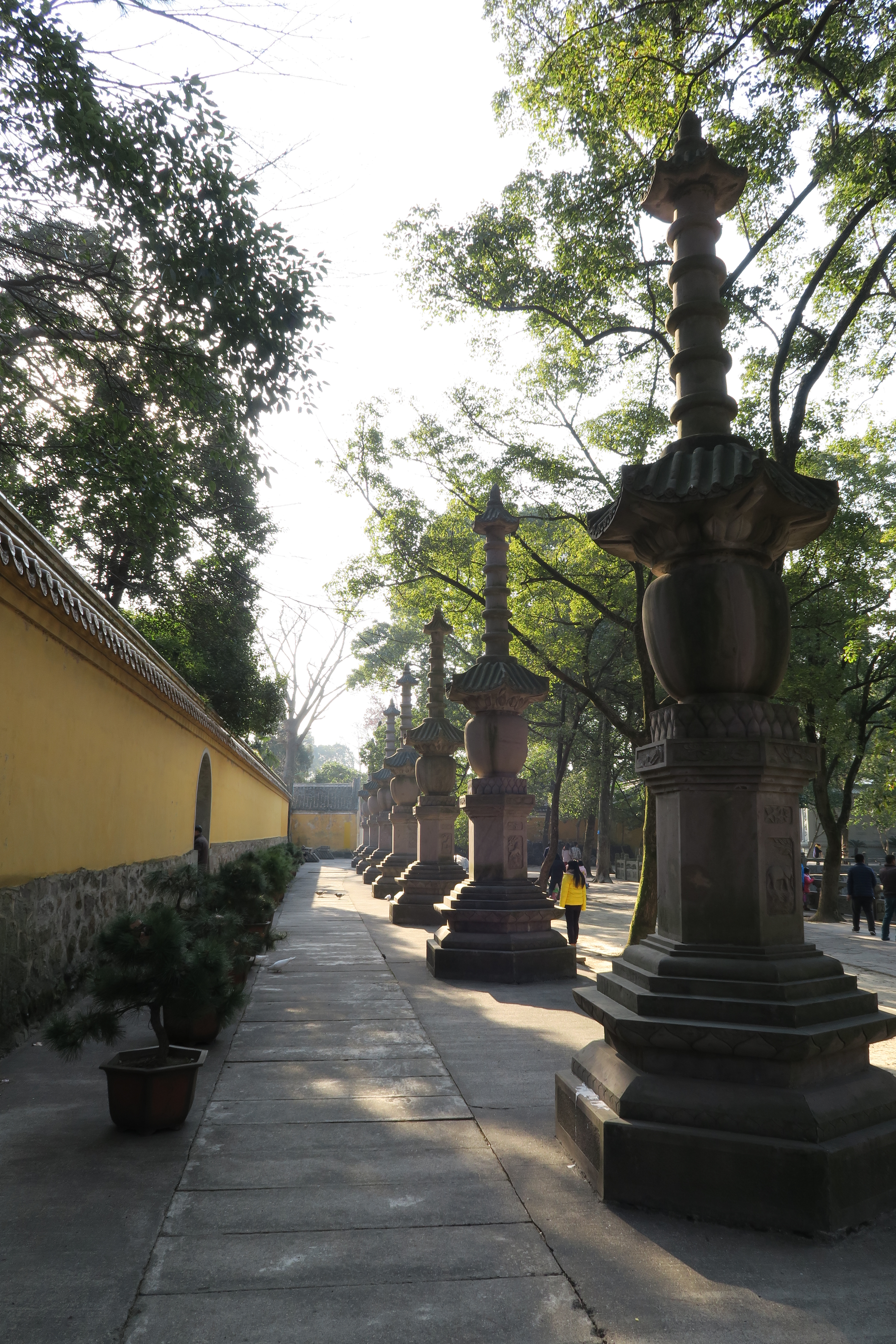
経幢林
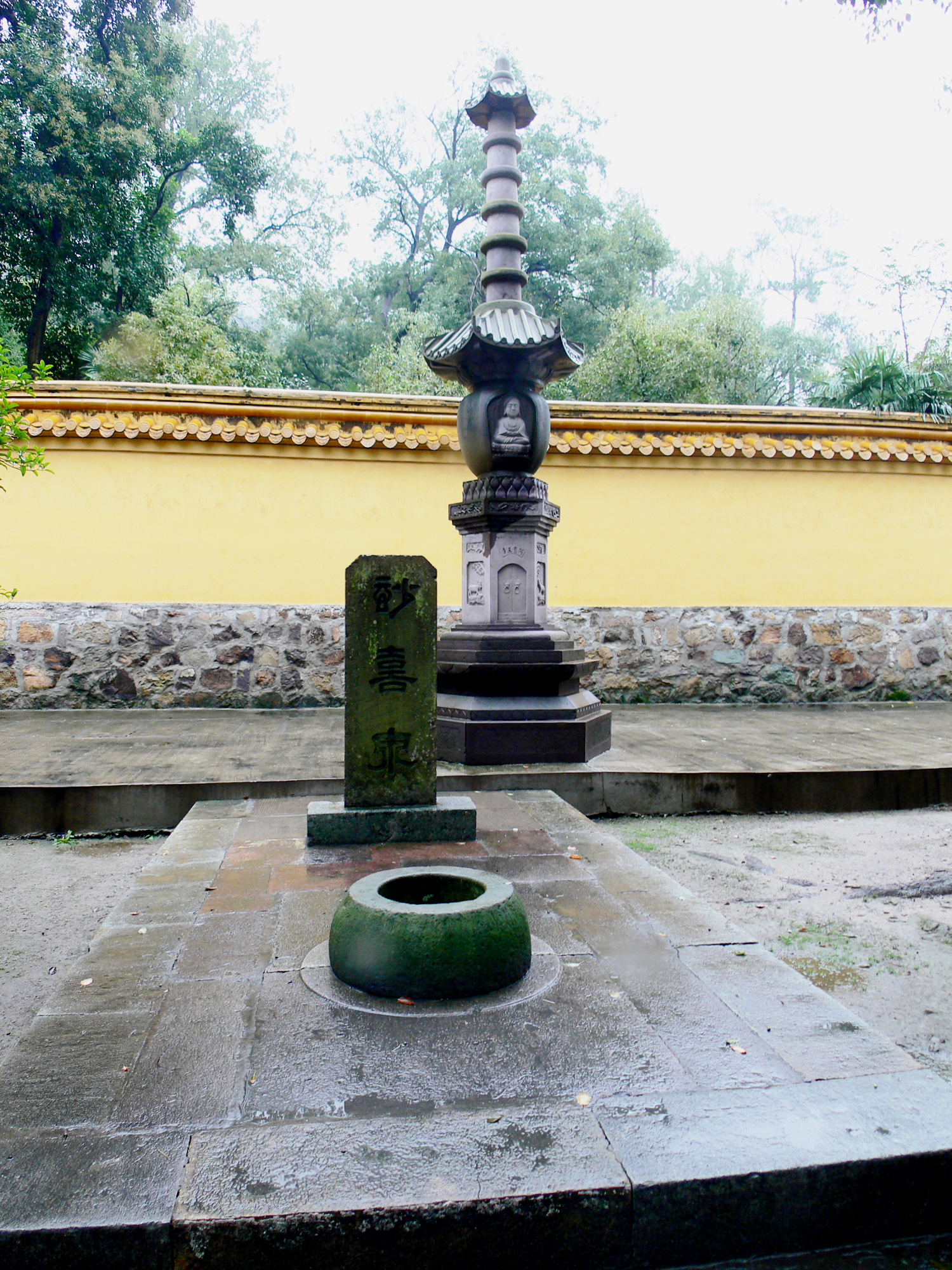
妙喜泉
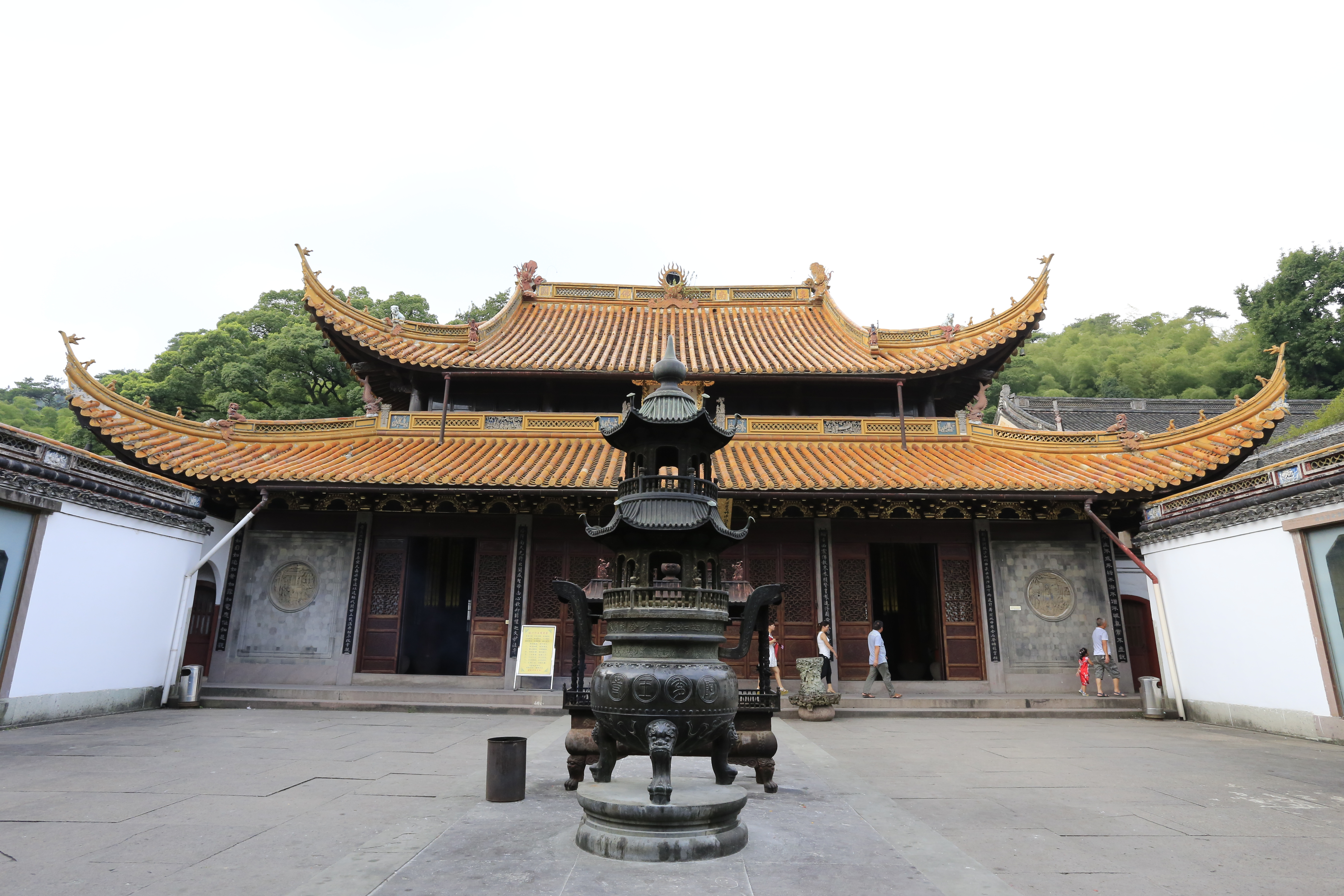
舎利殿
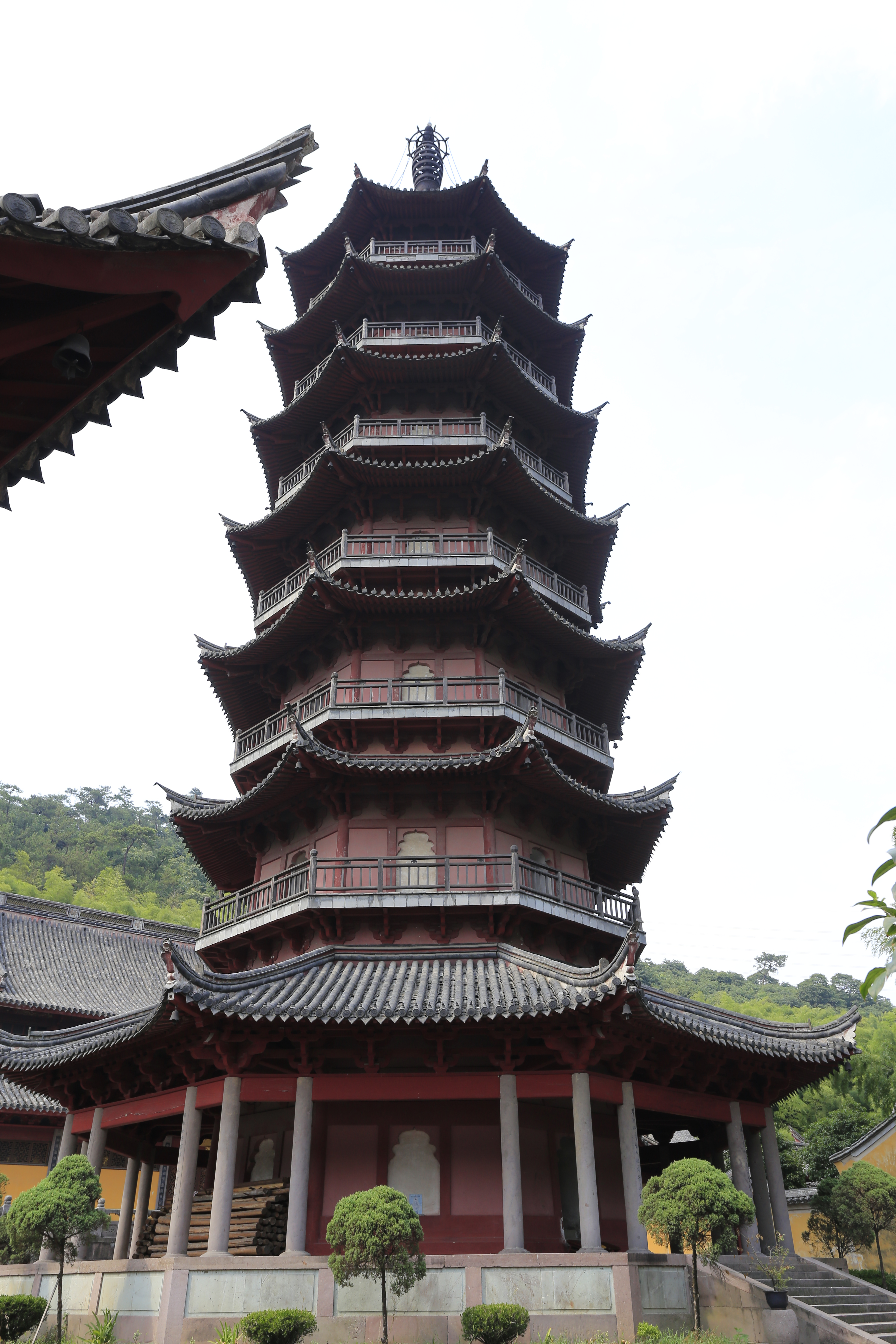
東塔
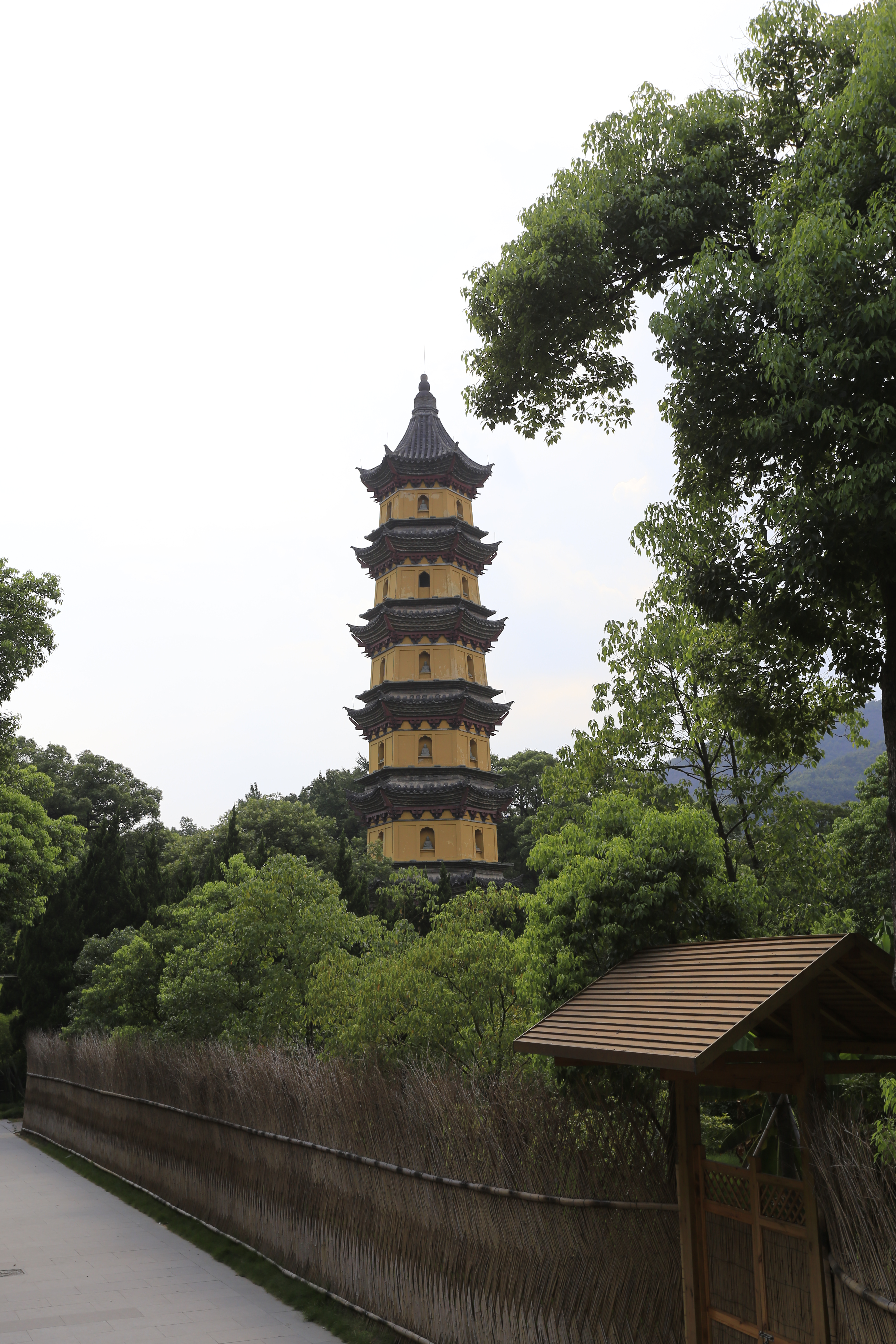
西塔

## アクセス
- 寧波軌道交通1号線宝幢駅